# Дьор-Мошон-Шопрон
Дьор-Мошон-Шопрон (на унгарски: Győr-Moson-Sopron) е една от 19-те области (или комитати, megye) в Унгария. Разположена е в северозападната част на страната, на границата със Словакия и Австрия. Административен център на област Дьор-Мошон-Шопрон е град Дьор.